# Fred Friday
Imoh Fred Friday (Port Harcourt, Nigeria, 22 de mayo de 1995) es un futbolista nigeriano que juega de delantero en el Beitar Jerusalén de la Liga Premier de Israel.

## Estadísticas
| Club                         | País          | Año           | Partidos | Goles |
| ---------------------------- | ------------- | ------------- | -------- | ----- |
| Lillestrøm SK                | Noruega       | 2013-2016     | 65       | 28    |
| AZ Alkmaar                   | Países Bajos  | 2016-2020     | 44       | 9     |
| Sparta de Rotterdam (cedido) | Países Bajos  | 2018          | 18       | 4     |
| F. C. Twente (cedido)        | Países Bajos  | 2019          | 11       | 0     |
| Strømsgodset IF              | Noruega       | 2021-2022     | 0        | 0     |
| Beitar Jerusalén             | Israel        | 2023-         |          |       |
| Total carrera                | Total carrera | Total carrera | 138      | 41    |

- Actualizado el 25 de septiembre de 2019.

#### Tripletes
| 1 | Rælingen  | 3:9 (1:3) | 22 de abril de 2015 | Marikollen Rælingen | Copa Noruega 2015 | 19', 40', 61', 75' |
| 2 | Mjøndalen | 1:4 (1:1) | 30 de abril de 2015 | Consto Buskerud     | Liga Noruega 2015 | 39', 49', 61'      |

## Palmarés

### Títulos nacionales
| Título         | Club             | País         | Año  |
| -------------- | ---------------- | ------------ | ---- |
| Eerste Divisie | F. C. Twente     | Países Bajos | 2019 |
| Copa de Israel | Beitar Jerusalén | Israel       | 2023 |